# Хмелівська сільська рада (Жабинківський район)
Хмелівська сільська́ ра́да (біл. Хмелеўскі сельсавет) — адміністративно-територіальна одиниця у складі Жабинківського району Берестейської області Білорусі. Адміністративний центр — село Хмелеве.

## Склад ради
Населені пункти, що підпорядковувалися сільській раді станом на 2009 рік:
| Населений пункт | Тип  | Населення, осіб (2009) |
| --------------- | ---- | ---------------------- |
| Богдюки         | село | 39                     |
| Деменичі        | село | 138                    |
| Лясоти          | село | 8                      |
| Підлісся        | село | 342                    |
| Рудка           | село | 72                     |
| Саки            | село | 137                    |
| Селищі          | село | 37                     |
| Соколово        | село | 161                    |
| Хмелеве         | село | 379                    |

## Населення
За переписом населення Білорусі 2009 року чисельність населення сільської ради становила 1313 осіб.

### Національність
Розподіл населення за рідною національністю за даними перепису 2009 року:
| Національність | Осіб | Відсоток |
| -------------- | ---- | -------- |
| білоруси       | 1063 | 80,96 %  |
| поляки         | 102  | 7,77 %   |
| українці       | 84   | 6,40 %   |
| росіяни        | 64   | 4,87 %   |
| Разом          | 1313 | 100 %    |